# Tetragnatha nubica
Tetragnatha nubica là một loài nhện trong họ Tetragnathidae.
Loài này thuộc chi Tetragnatha. Tetragnatha nubica được miêu tả năm 1955 bởi Denis.